# Sous le manteau
Sous le manteau est un film documentaire français tourné clandestinement pendant la Seconde Guerre mondiale par des officiers français détenus par les Allemands dans l'Oflag XVII-A.

## Anecdotes
- Ce film fut tourné à l'aide d'une caméra dissimulée dans un faux dictionnaire. Cette caméra fut montée au sein même du camp par les officiers détenus, grâce à des composants envoyés par colis par une femme d'un des prisonniers du camp[1].

- Les bobines du film furent quant à elles expédiées à l'oflag dans les colis à destination des prisonniers et cachées dans de la mortadelle, puis dissimulées dans les semelles des chaussures des officiers détenus[1],[2].

- Le film fut diffusé au cinéma comme documentaire avec La Châtelaine du Liban (1956)[3].

## Fiche technique
- Promoteur : Marcel Corre
- Direction des prises de vue : Jean Milliard, Paul Minaux
- Script : Paul Ghadile
- Service de guet : Alfred Leroux
- Opérateur : Jean Milliard
- Durée : 26 minutes[4].